# Districte de Bastia
El Districte de Bastia és un dels tres districtes amb què es divideix el departament francès de l'Alta Còrsega, a l'illa de Còrsega. Té una extensió de 1.382 km² i una població de 92.640 (1999). Té 16 cantons i 94 municipis i el cap del districte és la prefectura de Bastia.

## Cantons
cantó d'Alto-di-Casaconi - cantó de Bastia I Centre - cantó de Bastia II Fango - cantó de Bastia III Turette - cantó de Bastia IV Cimballo - cantó de Bastia V Lupino - cantó de Bastia VI Montesoro-Furiani -cantó de Borgo - cantó de Campoloro-di-Moriani - cantó de Capobianco - cantó de Fiumalto-d'Ampugnani - cantó de la Conca-d'Oro - cantó de l'Alt Nebbio - cantó de Sagro-di-Santa-Giulia - cantó de San-Martino-di-Lota - cantó de Vescovato